# Neubrandenburg
Neubrandenburg (v překladu Nový Branibor) je město v německé spolkové zemi Meklenbursko-Přední Pomořansko. Je správním centrem zemského okresu Meklenburská jezerní plošina. Jedná se o třetí největší město spolkové země a tvoří jedno ze čtyř regionálních center spolkové země. Leží přibližně 135 km severně od Berlína. V roce 2011 zde žilo přes 64 tisíc obyvatel.
Neubrandenburg leží na břehu jezera Tollensesee, které je součástí Meklenburské jezerní plošiny. Je známé dochovaným bohatým dědictvím středověkých staveb z období cihlové gotiky. Leží na Evropské cestě cihlové gotiky, tedy trase, která prochází městy v sedmi státech podél Baltského moře. Neubrandenburg bývá často označován jako město čtyř bran (německy Stadt der Vier Tore) díky čtyřem středověkým městským branám, které se zde nacházejí.
Neubrandenburg bylo dříve město s postavením svobodného městského okresu, ale od září 2011, kdy proběhla okresní reforma, tvoří správní centrum zemského okresu Meklenburská jezerní plošina. V rámci spolkové země tvoří významné obchodní a ekonomické centrum a také regionální obchodní centrum severovýchodního Německa.
V roce 1986 bylo v Neubrandenburgu dosaženo světového rekordu v hodu diskem, jehož držitelem je Jürgen Schult. V roce 1988 byl stejný rekord dosažen v Neubrandenburgu také v ženské kategorii. Současnou držitelkou je Gabriele Reinschová.

## Partnerská města
- Collegno, Itálie (od roku 1965)
- Villejuif, Francie (od roku 1966)
- Nevers, Francie (od roku 1973)
- Koszalin, Polsko (od roku 1974)
- Petrozavodsk, Rusko (od roku 1983)
- Flensburg, Šlesvicko-Holštýnsko, Německo (od roku 1987)
- Gladsaxe, Dánsko (od roku 1990)
- Nazaret, Izrael (od roku 1998)
- Jang-čou, Čína (od roku 1999)

## Galerie

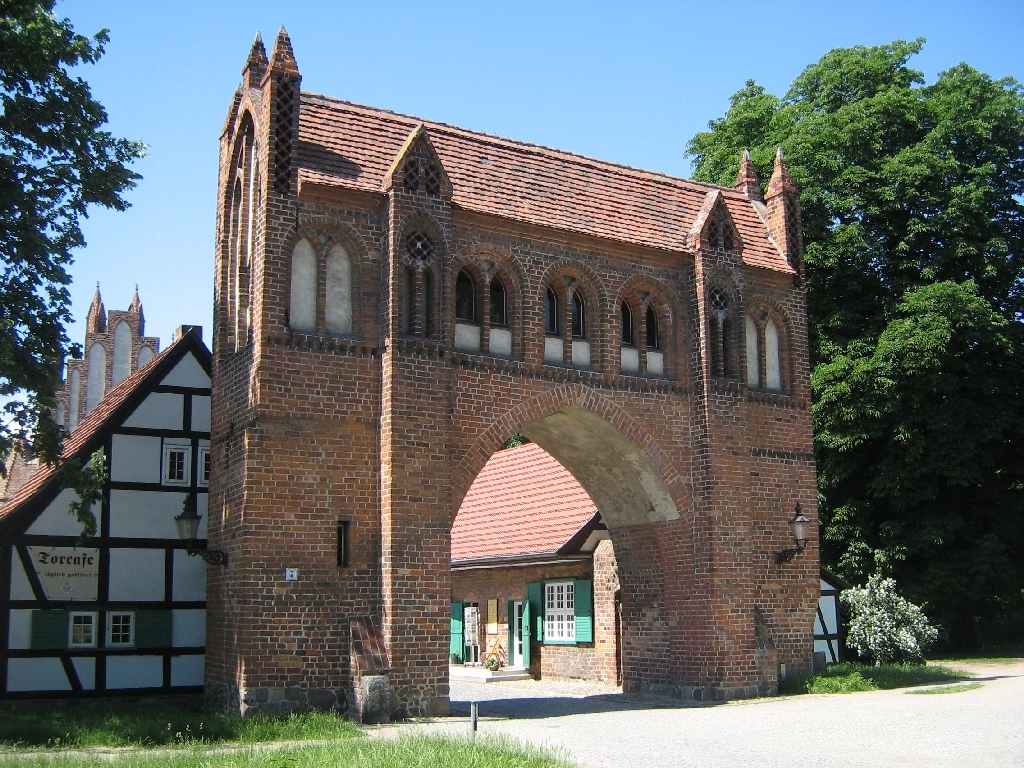
Jedna ze středověkých gotických městských bran
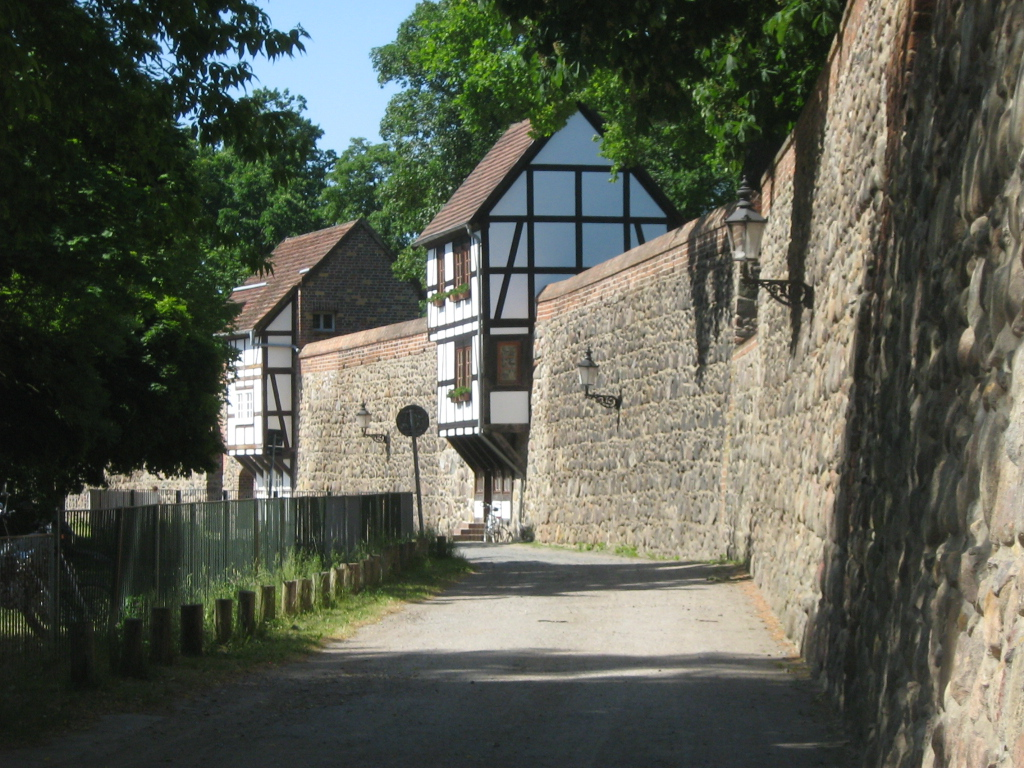
Městské opevnění s typickými domky
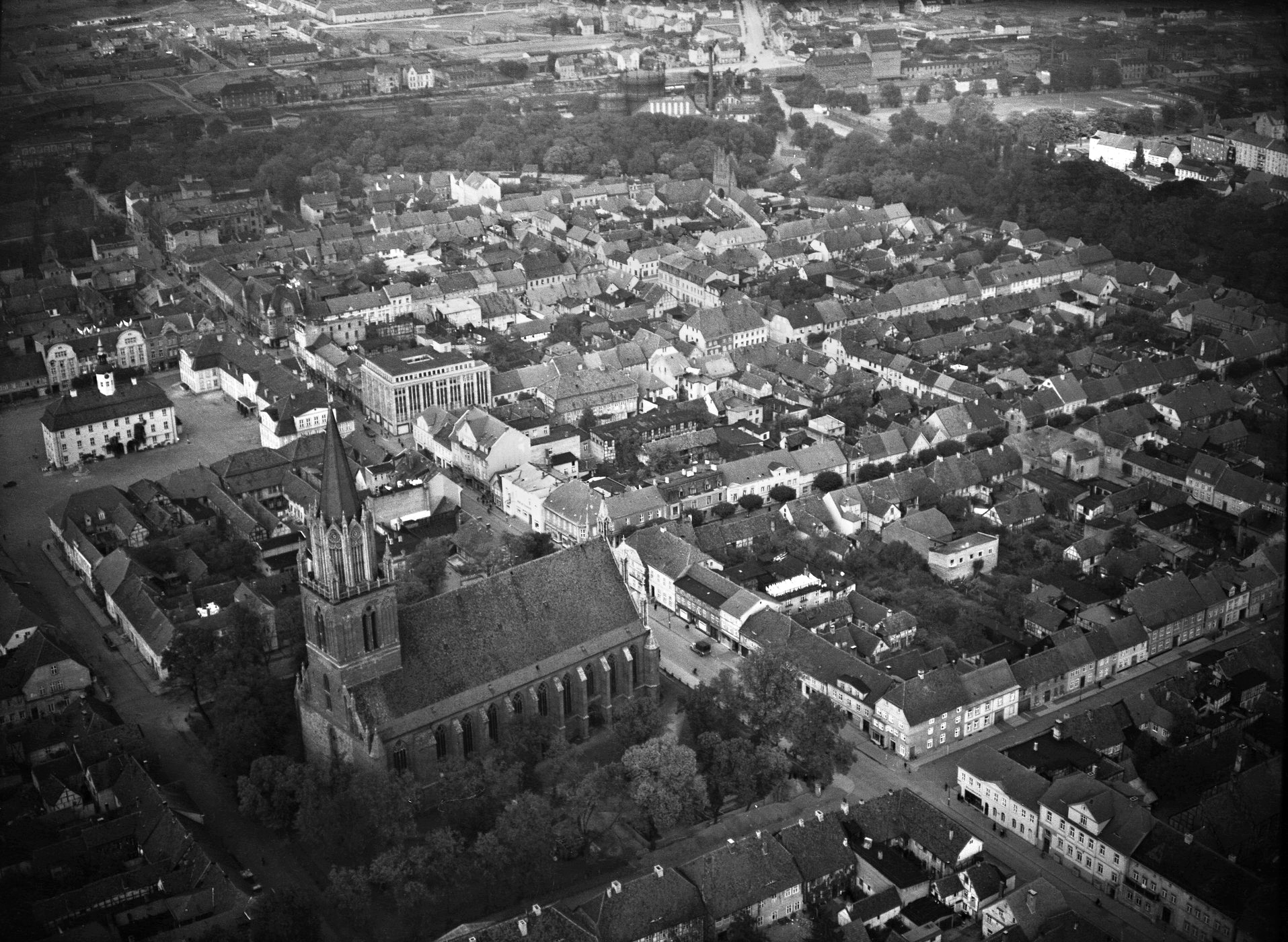
Letecký pohled na Neubrandenburg z roku 1943